# Chrysoteuchia lolotiella
Chrysoteuchia lolotiella là một loài bướm đêm trong họ Crambidae.